# Per Bergman (politiker)
Per Ragnar Bergman (i riksdagen kallad Bergman i Göteborg), född 1 februari 1915 i Domkyrkoförsamlingen i Göteborg, död 12 juni 2000 i Göteborg, var en svensk ombudsman och politiker (s).
Bergman var ledamot av riksdagens första kammare 1951–1964 och andra kammare 1965–1970, där han representerade Socialdemokraterna i Göteborgs stads valkrets. Han var även ledamot i den nya enkammarriksdagen från dess öppnande 1971. Han skrev i riksdagen 70 egna motioner många om bostadspolitik, om socialpolitik och om anslag till kultur- och utbildningsinstitutioner i Göteborg. Per Bergman är gravsatt i minneslunden på Kvibergs kyrkogård i Göteborg.